# Paramo de Cruz Verde

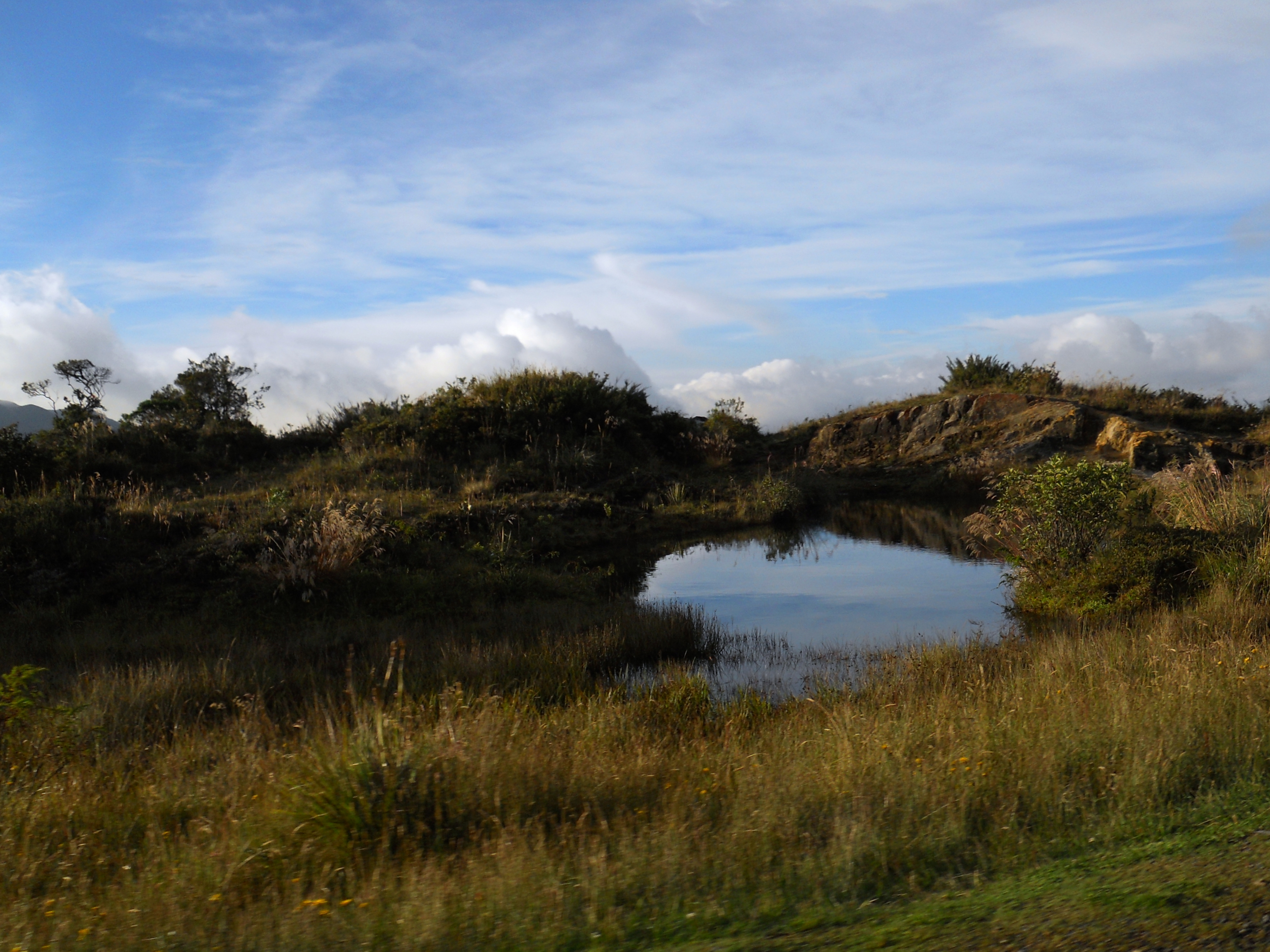
Le paramo de Cruz Verde

Le paramo de Cruz Verde est une lande en Colombie située à l'est de sa capitale Bogota DC et au sud-est du département de Cundinamarca.

## Géographie

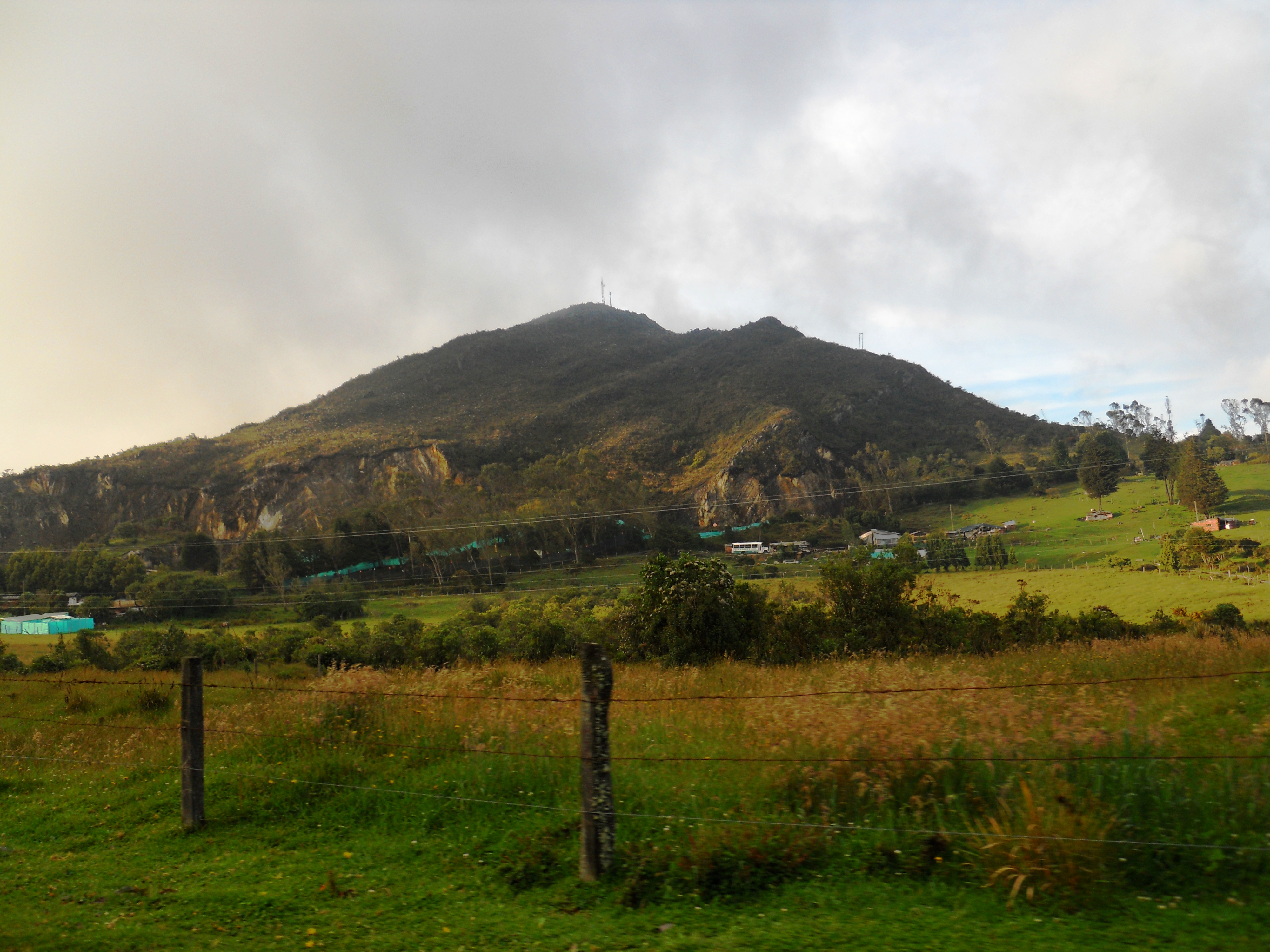
Colline sur le paramo de Cruz Verde

Le paramo de Cruz Verde se situe entre 3 300 et 3 700 mètres d'altitude à l'est de Bogota. Les municipalités de Chipaque, Choachí et d'Ubaque ainsi qu'une petite partie de La Calera se trouvent sur ce paramo.
Le río Fucha, aussi appelé río San Cristóbal, prend sa source sur le paramo de Cruz Verde et poursuit son cours dans la savane de Bogota, tandis que le río Palmar, qui naît également sur le paramo de Cruz Verde, baigne la ville d'Ubaque.
On y découvre une forêt secondaire et des affleurements géologiques de roches sédimentaires du Crétacé et du Tertiaire. Il abrite des variétés de frailejones et de fougères. Différentes zones humides y sont présentes. Le paramo de Cruz Verde héberge le Parc écologique de Matarredonda, une réserve naturelle et écologique. Ce parc est sur la route menant à Choachí.
Au début du XIXe siècle, ce paramo fut l'un des territoires visités par le naturaliste, géographe et explorateur allemand Alexander von Humboldt (1769-1859) et le botaniste français Aimé Bonpland (1773-1858).

## Zone protégée
Bien que le paramo de Cruz Verde soit une zone écologique protégée, tant la déforestation par le feu que l'élevage, mais aussi les activités agricoles utilisant des produits chimiques  qui polluent les eaux superficielles et souterraines, menacent de détruire ses richesses environnementales. De plus, pendant des siècles ont été extraits de terre des matériaux pour la construction, transformant ainsi sa structure et affectant sa biodiversité.